# Fotografía social
La fotografía social es una subcategoría de fotografía o tipo de fotografía que, como su nombre indica, está directamente relacionada con el ser humano y la sociedad. Su objetivo y foco es el ser humano y sus circunstancias. Pero este siempre, dentro de la sociedad, de su entorno, y de su acontecimiento. 
Se trata de una fotografía en la que se abarca un rango muy amplio de acontecimientos que se les puede catalogar como «sociales». No hay un parámetro o línea que delimite los acontecimientos exactos que acontecen en la fotografía social. 
Dentro de ella, y por la gran demanda en los últimos años[¿cuándo?] de reportajes fotográficos para estos eventos, hoy día son muy comunes dentro de la fotografía social las bodas, los bautizos y las comuniones. Lo que dentro del “gremio” de fotógrafos de lo social, se conoce como la BBC. La fotografía social de estos eventos, ha tenido mucho arraigo en la sociedad en las últimas décadas[¿cuándo?] y es una de las más demandadas a día de hoy.[cita requerida]
La fotografía social es, además, un tipo de fotografía también catalogada como fotografía documental (por lo que podría ser a su vez, una subcategoría de esta), ya que trata de mostrar y documentar lo que ocurre en la sociedad, centrándose en el ser humano. La sociedad a gran escala, como grandes acontecimientos a nivel regional, nacional o mundial, o a pequeña escala, como eventos, celebraciones o situaciones que le ocurren a personas en su vida privada. 
Este tipo de fotografía tiene bastante libertad a la hora de mostrar su visión del mundo, ya que puede tratarse de una fotografía puramente objetiva (debido a que es documental), pero también puede abrirse al subjetivismo. En esta fotografía, cobra mucha importancia lo artístico. Es por ello también una fotografía artística. Esta visión artística, característica de la fotografía social, es muy reivindicada en el nicho de la fotografía BBC, de eventos o familiar. Cada vez, es más demandado que en la fotografía, sobre todo de boda, aparte de documentar objetivamente todo lo que ocurre en el evento, sea artística y así también, en cierto sentido, subjetiva. En los últimos años, la fotografía social de eventos, ha abierto sus puertas y se ha extendido a crear un gran negocio y competencias en la fotografía familiar, infantil, de recién nacidos, maternidad, etc.[cita requerida]
El sector más comercial de este tipo de fotografía, el que trata de fotografiar aspectos de la vida cotidiana, familiares y especiales, así como eventos y celebraciones familiares importantes, está teniendo mucho auge en los últimos años, y esto ha hecho que en el año 2016 en España, se cree la primera organización académica dedicada a la fotografía y videografía social: el Instituto de Fotografía Social.
La fotografía social puede asociarse al tipo de fotografía también llamada fotografía humanista y evolucionada con los años, hasta convertirse en lo que es hoy y a lo que se dedica en su ámbito más profesional y comercial. Por ello, algunos de los padres de esta fotografía social, que recoge la cotidianidad del ser humano, y en el que es sujeto principal es la propia persona, son Henri Cartier Bresson, Robert Doisneau, Dorothea Langue o Brassai.

## Evolución y ejemplos  de fotografía social
La fotografía social ha ido evolucionando a lo largo de los años, a medida que las necesidades, los acontecimientos de la sociedad, y la forma de vivir ha ido cambiando. Desde la fotografía de lo cotidiano y las calles de París de Robert Doisneau Pasando también por la fotografía de lo cotidiano de una calle -o también llamado Street Photography- de la niñera convertida en fotógrafa Vivian Maier. En la misma línea, los trabajos de Robert Frank entre los años 1940 y 1980 con su visión humana de todos los acontecimientos o Bruce Davidson, trabajando para la Agencia Magnum. Hasta fotógrafos que retratan la humanidad, la sociedad y documentan lo que ocurre en la actualidad.
La fotografía de bodas ya fue objeto de su lente también para Robert Doisneau en los años 40 y 50. Especialmente desde los años 2000, los reportajes de boda son un sector y evento de los que se nutre, en buena medida, la fotografía y los fotógrafos y que está extendiendo su fama a lo largo del mundo, surgiendo en este ámbito muchos fotógrafos aclamados y reconocidos.
También, la fotografía familiar, infantil, materna, etc., que tanto se ha incrementado[cita requerida] en estos últimos años[¿cuándo?] con grandes artistas fotográficos, ya tuvo también sus raíces con el propio Robert Doisneau y sus fotografías a los niños y jóvenes o Lewis Carroll fotografiando a las niñas Liddle.